# Purina Zapico Maroto
Purina Zapico Maroto, coneguda com a “Purina” (Valladolid, 15 de novembre de 1917 – Caracas (Veneçuela), 13 de setembre de 2013) fou la introductora de l'handbol a Astúries.

## Biografia
Purina Zapico Maroto era filla de Mariano Antonio Zapico Menéndez nascut en La Pola Llaviana en 1886. Era militar, com el seu pare i va arribar a ser comandant d'Artilleria. També va escriure alguns tractats sobre estratègies aèries. Es va casar amb la mare de Purina a Valladolid, on van néixer quatre dels seus fills; els dos últims van néixer a Madrid. En 1936 exercia el càrrec de governador civil de Cadis i era membre d'Esquerra Republicana. En esclatar la guerra es va mantenir fidel a la República, i malgrat que els revoltats nacionals franquistes li van comminar a rendir-se, es va negar a lliurar les posicions en què es trobava, la qual cosa va suposar, en ser capturat, el seu afusellament, possiblement el 6 d'agost de 1936.
Quan Purina era petita el seu pare estava destinat a Berlín, on exercia algun tipus de càrrec diplomàtic, per la qual cosa l'educació de Purina es va dur a terme a Alemanya.
Com els seus avis paterns, al igual que el seu pare, eren de La Pola Llaviana, Astúries, passava les seves vacances d'estiu a casa d'ells.
Purina va abandonar Espanya en 1939 i es va establir a París on es va casar amb Antonio Stuyck (un republicà que havia lluitat en la guerra, descendent d'un metge d'Alfonso XIII), i aviat el matrimoni se'n va anar a Anglaterra on va tenir els seus dos fills, José Miguel i Ana María, ja que no van poder sortir d'Anglaterra en esclatar la II Guerra Mundial.
El clima d'Anglaterra no era bo per a la salut d'Antonio, per la qual cosa la família es va traslladar en 1947 a Caracas, Veneçuela, on residirà fins a la seva mort, el 13 de setembre de 2013.

## Trajectòria esportiva
Purina Zapico es considera, al costat de la seva germana Carmina, com una de les pioneres de l'handbol i de l'hoquei sobre herba a Espanya. Purina va ser la introductora de l'handbol a Espanya i va ser una de les seves primeres jugadores, sent la fundadora dels primers equips femenins del nostre país.
Mentre s'educava a Alemanya, va aprendre les normes bàsiques del “handball”, nou esport que es començava a practicar a Alemanya. Va col·laborar a organitzar els primers mundials.
Quan, durant la guerra va tornar a La Pola Llaviana, en 1938, va aprofitar per posar en pràctica aquest esport, però ningú ho coneixia a Espanya. Això li va motivar a ensenyar a un grup de dones i a entrenar-les en el camp del Titànic de Laviana amb una pilota de futbol, perquè no hi havia un altre. Jugaven la modalitat de camp amb onze jugadores.
D'aquesta manera va anant creixent i estenent-se la popularitat de l'handbol fins a l'organització del primer campionat d'Astúries en la temporada 1939-40, en el qual van participar sis equips femenins.
Purina Zapico, no es conforma amb això. Ella volia que l'handbol es conegués i practiqués en tot Espanya, així que va traduir el reglament que s'havia portat d'Alemanya i ho va lliurar a les autoritats esportives perquè ho divulguessin. En 1941, s'aprovava el reglament i en 1942 s'engegava el primer campionat nacional, però en aquest moment Purina estava exiliada a Londres.
L'equip que va formar en La Pola Llaviana, anomenat El Laviana, format per les seves alumnes i que tenia com a capitana a Luisa Álvarez Iglesias, es va proclamar tres vegades campió d'Espanya; i la seva capitana continuaria durant vint anys jugant (va guanyar el seu últim títol nacional en 1961), convertint-se en una de les millors jugadores d'Espanya.